# Roger Smith (attore)
Roger LaVerne Smith (South Gate, 18 dicembre 1932 – Los Angeles, 4 giugno 2017) è stato un attore, produttore cinematografico e sceneggiatore statunitense.

## Biografia
Roger Smith nacque a South Gate, in California, figlio di Leone Irene Adams e Dallas L. Smith. all'età di sei anni, i suoi genitori lo iscrissero a scuola di teatro, dove prese lezioni di canto e danza. All'età di 12 anni si trasferì con la sua famiglia a Nogales, in Arizona. Studiò all'Università dell'Arizona, a Tucson, grazie ad una borsa di studio per il calcio.

### Carriera
La sua carriera da attore iniziò per caso dopo un incontro casuale con l'attore James Cagney, che lo incoraggiò a iniziare una carriera a Hollywood. Smith firmò con la Columbia Pictures nel 1957 e realizzò numerosi film, dopodiché l'anno successivo si trasferì alla Warner Bros.
Il suo ruolo televisivo di maggior successo fu quello del detective privato Jeff Spencer nella serie TV Indirizzo permanente, ma nel 1962 fu costretto a lasciare la serie per problemi di salute, e si sottopose ad un intervento chirurgico per un coagulo di sangue nel cervello. Ripresosi dall'intervento, continuò a lavorare in altri film e serie TV.
Nel 1968 si ritirò dalla carriera di attore e divenne manager della seconda moglie.

## Vita privata
Smith si sposò due volte. Nel 1956 con l'attrice australiana Victoria Shaw, dalla quale ebbe tre figli: Tracey (nata nel 1957),  Jordan (nato nel 1958) e Dallas (nato nel 1961). La coppia divorziò nel 1965.
Sposò Ann-Margret l'8 maggio 1967.

## Filmografia parziale

### Cinema
- L'arma del ricatto (Over-Exposed), regia di Lewis Seiler (1956)
- L'uomo dai mille volti (Man of a Thousand Faces), regia di Joseph Pevney (1957)
- Off Limits - Proibito ai militari (Operation Mad Ball), regia di Richard Quine (1957)
- Rapina a San Francisco (No Time to Be Young), regia di David Lowell Rich (1957)
- La signora mia zia (Auntie Mame), regia di Morton DaCosta (1958)
- Gangster, amore e... una Ferrari (Never Steal Anything Small), regia di Charles Lederer (1959)
- 7 uomini e un cervello, regia di Rossano Brazzi (1968)
- Gioco d'azzardo (Rogue's Gallery), regia di Leonard J. Horn (1968)

### Televisione
- Damon Runyon Theater – serie TV, episodio 2x18 (1956)
- The Ford Television Theatre – serie TV, 3 episodi (1956)
- Celebrity Playhouse – serie TV, episodio 1x37 (1956)
- Papà ha ragione (Father Knows Best) – serie TV, 2 episodi (1956-1958)
- West Point – serie TV, episodio 1x32 (1957)
- Sugarfoot – serie TV, episodio 2x07 (1958)
- Indirizzo permanente (77 Sunset Strip) – serie TV, 160 episodi (1958-1963)
- Hawaiian Eye – serie TV, episodio 2x01 (1960)
- Surfside 6 – serie TV, episodio 2x32 (1962)
- The Farmer's Daughter – serie TV, un episodio (1964)
- Mr. Roberts – serie TV, 30 episodi (1965-1966)